# Petaurus biacensis
El Falangero de Biak o planeadora de Biak (Petaurus biacensis) es una especie de marsupial de la familia de los petáuridos. Es endémico de las islas Schouten en la región occidental de la Provincia de Papúa, Indonesia.
Es un animal pequeño, su peso es de 80 a 100 gramos y su cuerpo sin considerar la cola mide de 13 a 15 cm. Es omnívoro, y se alimenta de savia de árboles, goma, néctar, polen, e insectos, además de savia de Eucalipto y rocío de miel. Parece ser un animal solitario.
La especie habita en las islas Biak, Supiori y Owi.

## Planeo
El falangero de Biak es uno entre varios posums que poseen la capacidad de planear. Esta capacidad distintiva de planear la posee gracias a las membranas de piel suelta (patagia) que se extienden entre el quinto dedo de cada mano hasta el primer dedo de cada pata posterior. El animal se lanza desde un árbol, extendiendo sus extremidades para exponer sus membranas planeadoras. De esta forma se genera un perfil alar el cual le permite planear del orden de 50 metros. El vuelo es controlado cambiando la curvatura de la membrana o moviendo las patas y la cola.
Esta forma de locomoción arbórea es por lo general utilizada para viajar de un árbol a otro; raramente la especie desciende al suelo. El planeo es una forma eficiente para buscar alimentos y evadir posibles depredadores.